# Get Outta My Way
Get Outta My Way – piosenka australijskiej piosenkarki Kylie Minogue. Piosenka pochodzi z płyty Aphrodite z 2010 roku.

## Lista utworów
CD Single #1
1. "Get Outta My Way" – 3:39
2. "Get Outta My Way" (7th Heaven Radio Edit) – 3:35

CD Single #2
1. "Get Outta My Way" – 3:39
2. "Get Outta My Way" (Bimbo Jones Club Remix Radio Edit) – 3:35
3. "Get Outta My Way" (Sidney Samson Remix) – 5:35
4. "Get Outta My Way" (Paul Harris Vocal Remix) – 7:20
5. "Get Outta My Way" (Mat Zo Remix) – 8:31
6. "Get Outta My Way" (Enhanced Video)

Digital download
1. "Get Outta My Way" – 3:39

iTunes remixes EP
1. "Get Outta My Way" – 3:39
2. "Get Outta My Way" (Bimbo Jones Club Remix Radio Edit) – 3:35
3. "Get Outta My Way" (Paul Harris Vocal Remix Radio Edit) – 4:49
4. "Get Outta My Way" (Kris Menace Remix) – 6:47
5. "Get Outta My Way" (Daddy's Groove Magic Island Rework) – 8:03
6. "Get Outta My Way" (BeatauCue Remix) – 5:01
7. "Get Outta My Way" (Steve Anderson's Pacha Extended Mix) – 6:44

Australijski CD single
1. "Get Outta My Way" – 3:39
2. "Get Outta My Way" (Bimbo Jones Club Remix Radio Edit) – 3:35
3. "Get Outta My Way" (Sidney Samson Remix) – 5:35
4. "Get Outta My Way" (Paul Harris Vocal Remix) – 7:20
5. "Get Outta My Way" (Mat Zo Remix) – 8:31
6. "Get Outta My Way" (Enhanced Video)